# MercoPress
MercoPress urugvajska je tvrtka sa sjedištem u Montevideu. Bavi se agencijskim novinarstvom preko interneta. Osnovana je 1993. godine.
Posluje u svim zemljama Južne Amerike, gdje ima desetak podružnica, a svoje usluge nudi i u svim zemljama članicama trgovačkog saveza Mercosur.
Druga najveća podružnica nalazi se na britanskim Falklandskim otocima, gdje tvrtka surađuje s brojnim biritanskim izvještajnim agencijama.
Od samih početaka tvrtka vijesti i novinarske usluge razmjenjuje i nudi na engleskom jeziku, a od 2008. na španjolskom jeziku.

## Vanjske poveznice
- Službene stranica tvrtke (engl.) (šp.)